# غواصة

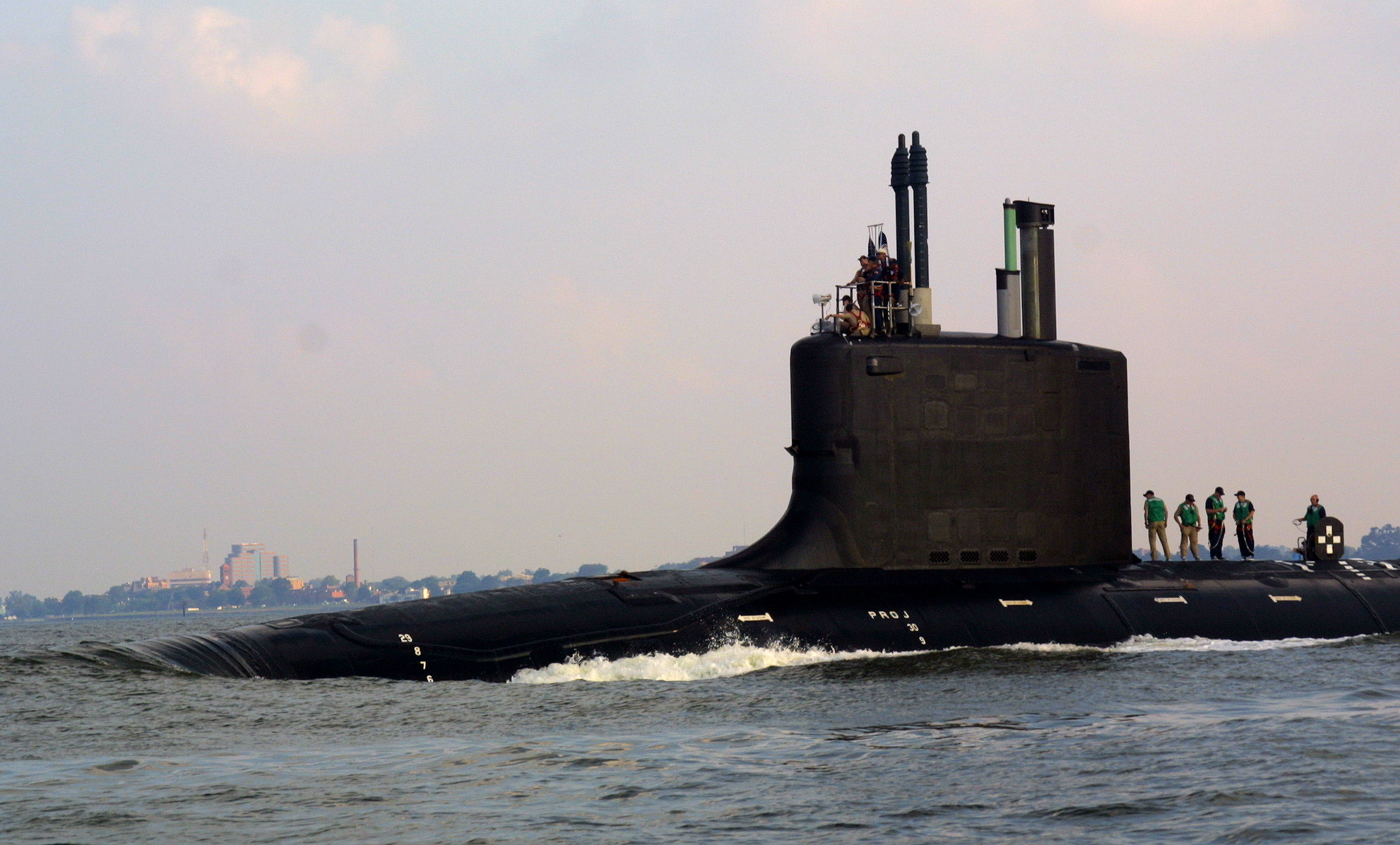
الغواصة الحربية يو إس إس فيرجينيا التابعة.

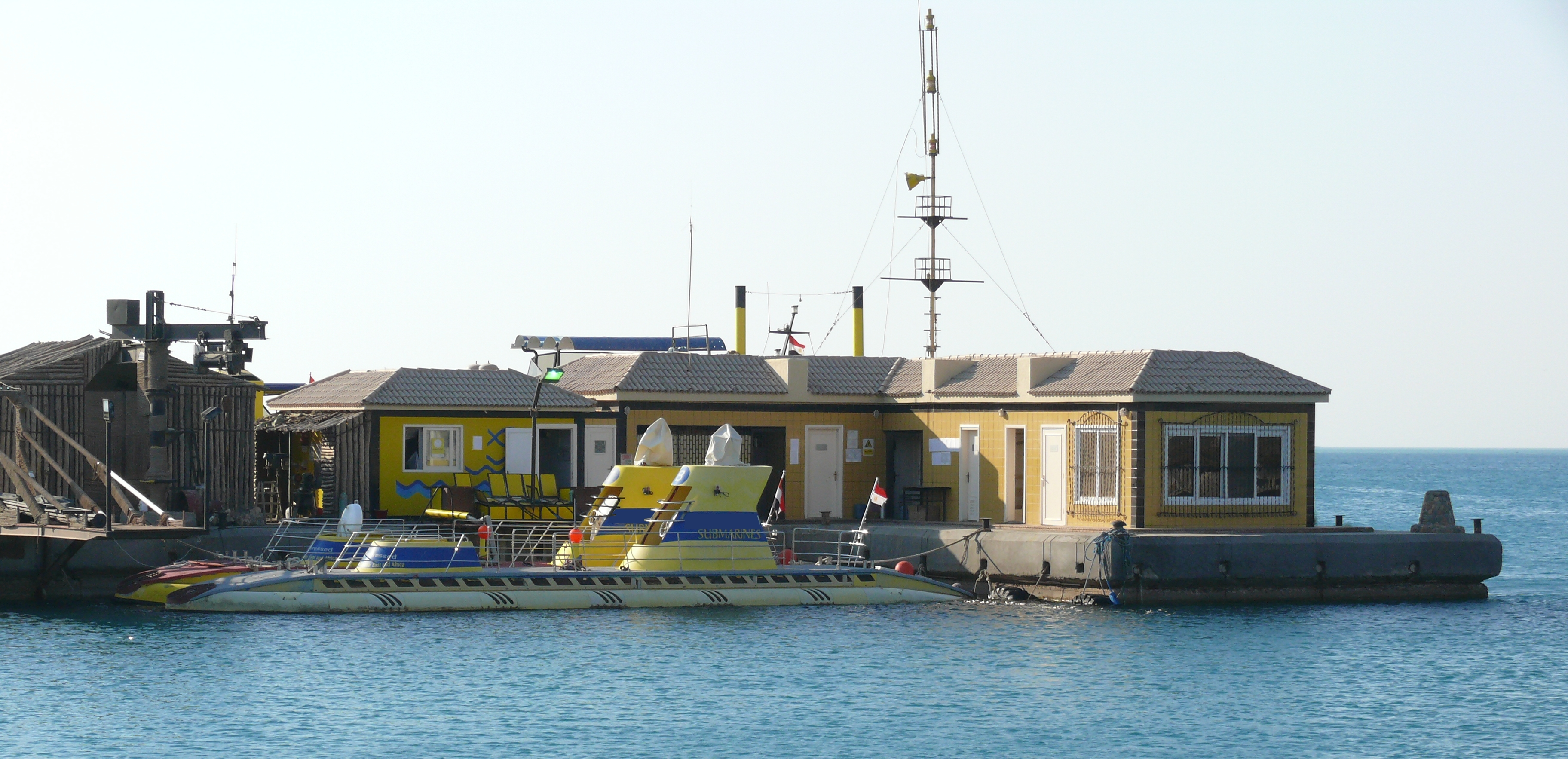
غواصتان سياحيتان مرسوتان في الغردقة

الغَوَّاصَة (الجمع: غَوَّاصَات) هي سفينة متخصصة يمكنها أن تغوص تحت سطح الماء، وكذلك أن تطفو وبإمكانها التنقل تحت سطح الماء، اُسْتُعْمِلَت لأول مرة على نطاق واسع أثناء الحرب العالمية الأولى لأغراض عسكرية، وتستخدم بشكل واسع في سلاح البحرية للدول العظمى كروسيا والولايات المتحدة وفرنسا والمملكة المتحدة. الغواصات غير الحربية تستعمل عادة لأغراض البحث العلمي. تم لاحقًا استعمال الغواصات لتحميل الأسلحة النووية. بعض الغواصات تستعمل لأغراض سياحية وكان حسب إحصاءات 1996 أكثر من 50 غواصة خاصة تستعمل لأغراض سياحية بحتة. مؤخرًا تم تصنيع جيل جديد من الغواصات ذات التحكم الآلي البعيد والتي لا تحتاج إلى بحارين لقيادتها ويستعمل هذا النوع المتطور من الغواصات للبحث في المياه العميقة جدًا للبحث عن النفط أو عندما يكون العمق مصدر خطر على سلامة البحارة وقد تم استعمال الغواص الآلي في العثور على حطام السفينة المشهورة تيتانيك.

## نبذة تاريخية
يعتقد أنّ أول غواصة صُممت في عام 1620 على يد الهولندى فون دريبل حيث صمم غواصة صغيرة لها 12 مجدافًا غاصت في نهر التايمز على عمق 3.5 - 4.5 متر وسارت 15 ساعة.
في عام 1776 قام الأمريكي دافيد بوشنيل ببناء غواصة صغيرة مصنوعة من البلوط بيضاوية الشكل لها ذراع تقوم بتشغيل محرك لولبي وأسماها السلحفاة استخدمت في أثناء الحرب الأهلية الأمريكية.
والمسلمون هم أول من أطلق توربيد من غواصة تحت الماء في الغواصة العثمانية عبد الحميد هي أول غواصة في العالم تطلق طوربيد مباشرة من تحت سطح الماء، وكان اسمها أولًا «تحت البحر» وأدخلت ضمن أسطولها الحربي، وكانت هذه أول مرة يستخدم فيها العثمانيون الغواصة.
تم تصنيعها عام 1711م في عهد السلطان أحمد الثالث، وقد أشرف على صناعتها كبير مهندسي مصنع السفن العثماني «إبراهيم أفندي».
أما الغواصة الحديثة فقد ظهرت عندما أمكن من تجهييز القوارب بمحرك كهربائي صممه الأمريكي جون فيليب هولند وبإضافة الجهاز الذي صممه السويدي ثورستين نوردنفلت إلى جهاز هولند وهو يعمل على قذف الطوربيد داخل السفينة أصبحت الغواصة سلاحا مؤثرا وقد سميت هذه الغواصة هولند وقد أنزلت في ميناء إليزبيث بولاية نيوجيرسي. عام 1897 وسارت فوق الماء بآلة تعمل بالجازولين وعندما تغوص تعمل بمحركات كهربائية تغذيها بطاريات في مجاميع وقد تم استبدالها لاحقًا بآلة الديزل بسبب قابلية الجازولين للاشتعال.
خلال الحرب العالمية الأولى تمكن الألمان بصنع غواصات تُدعى قوارب بو التي كان طول الواحد منها 87.3 متر وعرضها 8 أمتار.
في عام 1929 تم بناء الغواصة الفرنسية سوركوف كان طولها 120 مترا وعرضها 9.8 أمتار وكان يوجد في مقدمة الغواصة مدفعان عيار 203 مم.
وقد اخترع الألمان جهازًا يعرف باسم شنوركل يسمح بإدخال الهواء إلى الغواصة أثناء وجودها تحت سطح الماء وقد أدى ذلك إلى زيادة سرعة الغواصة زيادة كبيرة.
مع مرور الوقت أصبحت الغواصات تعمل بالطاقة النووية حيث تم عام 1954 ظهور الغواصة نوتيلوس وقد بلغ حجمها 103.3 متر طولا و8.6 أمتار عرضا وتستطيع الغوص لعمق 229.3 متر. عام 1958 كانت الغواصة نوتيلوس أول غواصة تصل إلى القطب الشمالي وقد تم من خلالها اكتشاف ممر بحري شمالي غربي.

## فكرة عمل الغواصة وتطوّرها
فكرة عمل الغواصات الحديثة تعتمد على قانون أرخميدس للطفو. فالغواصات الحديثة تحتوي على حاويات يتم من خلالها التحكم في كثافة الغواصة ومن ثم التحكم في عمقها في الماء. تختلف أشكال الحاويات من غواصة لأخرى.
- 1620 تعتبر أول معلومة تاريخية حول فكرة صنع الغواصة......صنعها الهولندي كورنيليوس جاكوبسون
- 1776 الأمريكي دافيد بوشنيل يقوم بصنع غواصة تُدعى turtle تتسع لشخص واحد وتعتمد في حركتها على الميكانيكية اليدوية........غاصت تحت الماء بواسطة ملئ هيكلها بالماء.
- 1800 الأمريكي روبرت فولتون يعرض الغواصة Nautilus والتي قام بصنعها بهدف تدمير السفن الحربية بزرع لغم متفجر على الهيكل السفلي لتلك السفن.......تتسع لشخصين فقط.......تستطيع البقاء تحت الماء خمس ساعات.
- 1862 اختبار نوع جديد من الغواصات من قبل البحرية الفيدرالية الأمريكية يسمى alligator للحركة في الأنهار إلا أن حجمها الكبير منعها من العمل في مياه الأنهار الضحلة.
- 1862 تجربة أخرى فاشلة للبحرية الفيدرالية الأمريكية مع غواصة Intellegent whale والتي كان من المُفترض أن تعمل بالاعتماد على حركة أذرع الأشخاص العاملين بها.
- 1881 البولندي ستيفن دريزويكي يقوم ببناء أول غواصة لأمر الحكومة الروسية.....فقد نجح البولندي وكان التصميم ناجحا جدا.
- 1896 المصمم الإيرلندي جون هولاند يقوم بصنع الغواصة plunger التي تحتوي على 3 محركات بخارية إلا أن ارتفاع درجة الحرارة بسبب تلك المحركات جعل العمل والحياة في الغواصة غاية في الصعوبة.
- اليوم يستمر تطوير الغواصات خصوصًا للخدمة في جيوش بعض الدول...إلا أن الاستخدام العلمي للغواصات الصغيرة بدأ في الظهور مجددا.

## الغوص تحت الماء والصعود إلى السطح
عندما يُراد إنزال الغواصة تحت سطح الماء يتم فتح الصمامات العلوية والسفلية للحاوية في الغواصة كي يحل الماء محل الهواء فيزداد متوسط كثافة جسم الغواصة لتهبط إلى عمق معين تحت سطح الماء.
أما عند رفعها إلى السطح فيتم ذلك بفتح الصمامات السفلية للغواصة وضخ هواء مضغوط من الأعلى ليتم تفريغ الغواصة من الماء فيقل متوسط كثافة الجسم فترتفع إلى السطح.
أما عند التحكم في عمق الغواصة وإنزالها إلى القاع أو صعودها فيتم ذلك عن طريق الزلاقات الجانبية الموجودة في مقدمة ومؤخرة وبرج الغواصة.
وعند التحكم في اتجاهها يمينا أو يسارا، فيتم ذلك عن طريق الزلاقات «الزعانف» الموجودة في مؤخرة الغواصة من خلال التصميمات للزعانف الرأسيه والجانبية الموجودة في مؤخرة الغواصة.

## التقـنية

شكل يبين توزيع الخزانات في الغواصة.

جميع السفن وكذلك الغواصات لها دفع مائي أعلى من وزنها. أو بمعنى آخر أنها تزن أقل من وزن الماء الذي تزيحه إذا ما انغمست كلها في الماء. ولكي تغطس الغواصة تحت الماء فلا بد من العمل على زيادة وزنها. وتوجد في الغواصة خزانات يمكن ملئها بالماء فتهبط أو يُفرغ الماء منها بالهواء المضغوط فتصعد على سطح الماء.
وعادة ما تستخدم الغواصة الخزانين الأمامي والخلفي للغطس أو الصعود فوق سطح الماء بملئ ذلك الخزانين بالماء أو ملئهما بالهواء. (ملحوظة: وهذا ما تفعله الأسماك حيث توجد لديهم حوصلة هوائية في البطن تملأ بالماء وتفرغ). وأثناء انتقال الغواصة تحت الماء تكون الخزانات ممتلئة بالماء. ويحتوي نوع من الغواصات على الخزانات موازية لجسم الغواصة تحت الجدار الخارجي يميناً ويساراً. أما بالنسبة إلى ضبط العمق بدقة فتستخدم لهذا الغرض خزانات أصغر، وهذه توجد عادة بالقرب من مركز ثقل الغواصة، أو تكون خارجية ومعزولة بطول جسم الغواصة وذلك لتفادي الانقلاب.
ويتراوح ضغط الماء على جدران الغواصة بين 4 ميجا باسكال (40 ضغط جوي) للغواصة المصنوعة من الحديد الصلب، و 10 ميجا باسكال (100 ضغط جوي) للغواصة الروسية نوع كي-278 كمساموليتس وجدرانها مصنوعة من سبيكة من الحديد الصلب المحتوي على التيتانيوم. وبينما يتغير الضغط الخارجي الواقع على جدران الغواصة بالصعود والنزول في الماء، يبقى ضغط الهواء داخلها لا يتغير.

## الفرق بين الغواصة والغاطسة
الغواصة تعتبر مركبة مستقلة بذاتها تماما وقادرة على تجديد الطاقة والهواء اللازم للتنفس فيها، بينما الغاطسة غالباً تكون مدعومة بسفينة عائمة أو منصة تشغيل أو فريق يديرها من على اليابسة أو في بعض الأحيان تكون جزء من غواصة أكبر تديرها. في العموم فإن العامة من الناس قد يستخدمون كلمة غواصة لوصف مركبة هي بالتعريف التقني ليست سوى غاطسة.

## اقرأ أيضا
- غاطسة
- غواصة ديبسي تشالنجر
- طفو
- طوف
- طوف بونتون
- كيس طفو
- صديري غطس
- شباك مضادة للغواصات
- الزورق الغاطس الآلي